# Војни адвокати (8. сезона)
Осма сезона серије Војни адвокати је емитована од 24. септембра 2002. године до 20. маја 2003. године и броји 24 епизоде.

## Опис
Главна постава се у овој сезони није мењала.

Епизоде "Ледена краљица (1. део)" и "Отапање (2. део)" су послужиле као дводелни увод у серију "МЗИС". У њима су се први пут појавили специјални агент Лерој Џетро Гибс, специјални агент Вивијан Блекедер, специјални агент Ентони Динозо мл., специјални агент Дон Добс, лабораторијски техничар Ебигејл Шуто и медицински вештак др. Доналд Малард.

## Улоге

### Главне
- Дејвид Џејмс Елиот као Хармон Раб мл.
- Кетрин Бел као Сара Макензи
- Патрик Лаборто као Бад Робертс
- Џон М. Џекосн као Алберт Џетро Чегвиден

### Епизодне
- Тери О’Квин као Томас Бун (Епизода 11)
- Скот Лоренс као Питер Тарнер (Епизоде 1-8, 10-20, 22)
- Зои Меклилан као Џенифер Коутс (Епизоде 1, 4, 7, 9, 11-13, 15-16, 17-22, 24)

## Епизоде
| Бр. у серији | Бр. у сезони | Наслов                   | Редитељ             | Сценариста                                                         | Премијерно емитовање |
| --- | ------------ | ------------------------ | ------------------- | ------------------------------------------------------------------ | -------------------- |
| 159 | 1            | Критично стање (2. део)  | Џинот Шварц         | Синопис: Чарлс Холанд Сценарио: Доналд П. Белисарио и Чарлс Холанд | 24. септембар 2002.  |
| Бадов и Скејтсин пут у Авганистан се погоршава када је Бад, покушавајући да спасе малог Авганистанца са минског поља, остао гадно повређен када је изгубио десну ногу јер је стао на нагазну мину. Док особље САГ-а чека вести о Баду, сви се сећају разних тренутака са Бадом који су се десили у последњих седам година, док адмирал Чегвиден и поручница Сингер сведоче пред Сенатом о нападу "прљавом бомбом" који је спречен у епизоди "Непријатељ испод (1. део)" што на крају кошта Александра Нелсона његовог посла у СЕКМОР-у. |              |                          |                     |                                                                    |                      |
| 160 | 2            | Обећана земља            | Скот Бразил         | Дејна Коен                                                         | 1. октобар 2002.     |
| Харм и Мек су добили задатак да бране војника који је прешао на јудаизам, напустио је војску плашећи се предрасуда од њих и своју породицу и прешао у Израелску војску. Тарнеру се придружила Сингерова на случају и згадили су му се њен став и понашање. Бад се вратио кући на рехабилитацију након што је изгубио део ноге у Авганистану и после је награђен Љубичастим срцем док је Сингерова примила нова наређења. |              |                          |                     |                                                                    |                      |
| 161 | 3            | Породична ствар          | Бредфорд Меј        | Стивен Зито                                                        | 8. октобар 2002.     |
| Харм брани наредника артиљерца који је оптужен да је убио своју жену, али то што човек не дозвољава да му син сведочи комликује његов случај пред одбраном. Сингерова одлази и сви су срећни што то виде сем Сергеја, што не усрећује Харма. Бадов отац, "Велики Бад" Робертс се коначно сабрао и дошао је у болницу да помогне сину око рехабилитације. |              |                          |                     |                                                                    |                      |
| 162 | 4            | Опасна игра              | Теренс О’Хара       | Џон Чемберс                                                        | 15. октобар 2002.    |
| Док сенатор Едвард Шефилд, који је последњи пут виђен у епизоди "Критично стање (2. део)", преузима нови посао секретара морнарице, пошто је заменио Александра Нелсона, Харм добије нову партнерку официрку САГ-а, пручницу-командирку Трејси Манети. Док Харм и Манетијева туже МВК-оца за немар током војне вежбе у којој је погинуо заменик шерифа, Мек и Тарнер га бране. |              |                          |                     |                                                                    |                      |
| 163 | 5            | У ваздуху                | Харви С. Ледмен     | Дон Макгил                                                         | 22. октобар 2002.    |
| Рутински лет са аеродрома Патрик Хенри резултира тиме да једна особа падне у кому након што је остала без кисеоника четири минута. Када та особа на крају умре, пошто се није освестила након што је пала у кому због недостатка ваздуха, подофицир који ради на броду је оптужен за убиство из немара. Харм је добио задатак да брани подофицира, док га Мек тужи, али Хармо став и увереност да је подофицир крив доводе до тога да адмирал Чегвиден ускочи и преиспита Хармову везу са случајем, док Тарнер замењује Харма. Док се случај наставља, Харм има могуће објашњење шта се десило, али она би могла бити фатална, а Бад нестрпљиво хоће да се врати на посао као адвокат САГ-а, али Харијет намерава да му успори планове јер је забринута за Бадово здравље. |              |                          |                     |                                                                    |                      |
| 164 | 6            | Нападна акција           | Денис Смит          | Лини Грин и Ричард Левин                                           | 29. октобар 2002.    |
| Харм и Манетијева бране војну пилоткињу која је оптужена да је уништила авион свог подређеног јер је одбио њено сексуално набацивање, а Мек и Тарнер је туже. |              |                          |                     |                                                                    |                      |
| 165 | 7            | Морам да знам            | Бредфорд Меј        | Филип Дегир мл.                                                    | 5. новембар 2002.    |
| Као услугу од конгресменке Лилијан Дорнинг, секретар морнарица Шефилд тражи од САГ-а да сазнају причу о подморници Анђеоска ајкула која се изгубила у ЦИА-иној мисији '68. када је отац конгресменке Дорнинг био капетан подморнице. Сад Харм, Мек и Тарнер морају да узму сложени састав поверљивих података и ЦИА-ину папирологију као и ЦИА-иног адвоката који неће презати ни од чега само да заташка истину. |              |                          |                     |                                                                    |                      |
| 166 | 8            | Спреман или не           | Филип Сгрича        | Дон Макгил                                                         | 12. новембар 2002.   |
| Војна вежба се завршава када Харм покушава да спаси каријеру војног генерал-мајора коме треба да се суди због непоштовања генералових наређења, а на суду се суочава и са Тарнером и судијом - Мек. |              |                          |                     |                                                                    |                      |
| 167 | 9            | Кад се грана сломи       | Ричард Комптон      | Дарси Мајерс                                                       | 19. новембар 2002.   |
| Несрећа на броду Морски соко доводи до смрти човека, а поручница Сингер тражи да се седморици морнара суди. Кад капетан Џонсон, капетан Морског сокола оптужи Сингерову за "недолично понашање" јер је три и по месеци трудна, Мек је добила задатак да тајно истражи поручницу Сингер док Харм покушава да сазна шта се стварно десило. |              |                          |                     |                                                                    |                      |
| 168 | 10           | Убица                    | Мајкл Шулц          | Чарлс Холанд                                                       | 26. новембар 2002.   |
| Харм и Манетијева путују у Неплс да сазнају да ли је низ убистава проститутки у Европи има везе са америчким разарачем који је био у лукама у истим градовима док Харијет сазнаје за план Сингерове и покушава да јој помогне. |              |                          |                     |                                                                    |                      |
| 169 | 11           | Имајте мало вере         | Кенет Џонсон        | Дејна Коен                                                         | 17. децембар 2002.   |
| Док се екипа САГ-а спрема да прослави Божић заједно, сви се суочавају са својим кризама. Док Тарнер помаже младом каплару који је изгубио дом због свог гласног бубњарења и чије ће жена да се породи сваки час, Харм и адмирал Бун покушавају да се врате у САД, а подофицир Џенифер Коутс се придружује САГ-у на трајној основи. Последња појава Томаса Буна. |              |                          |                     |                                                                    |                      |
| 170 | 12           | Компликације             | Бредфорд Меј        | Пол Левин                                                          | 7. јануар 2003.      |
| Харм и Мек су позвани да истраже тврдње војног генерала да је војни лекар био немаран и да је убио генералову шеснаестогодишњу ћерку током операције, а генерал верује да је било заташкавања око смрти његове ћерке. Мек проналази себе како покушава да спаси генералову каријеру док се генерал сам суочава са могућим суђењем након застрашивања војног особља које је помагало у лечењу његове малолетне ћерке док је Бад јако фрустриран ниским нивоом рада који је добио, док не налети на случај који му баш и не одговара док се Харм бесно суочава са Сингеровом око њене трудноће. Баду је на крају одобрена трајно ограничена дужност, што га враћа у САГ на пуној основи.                                                                                     |              |                          |                     |                                                                    |                      |
| 171 | 13           | Стандарди понашања       | Род Харди           | Филип Дегир мл.                                                    | 21. јануар 2003.     |
| Војник тврди да је високо-технолошки борбени састав неколико пута кварен, али када га Мек отпусти из службе, открива да је он имао мотив. Харма тужи адвокат због преваре док особље САГ-а спрема прославу за Хармове и Старџисове награде. |              |                          |                     |                                                                    |                      |
| 172 | 14           | Сваки од нас анђела      | Бредфорд Меј        | Дарси Мајерс                                                       | 4. фебруар 2003.     |
| Посебна епизода која е сусресређује на болничарке у Другом светском рату пре и током борбе у Иво Џими и у којој чланови САГ-а играју разне улоге. Ту причу је испричао ветеран жени на гробу на Народном гробљу "Арлингтон". |              |                          |                     |                                                                    |                      |
| 173 | 15           | Пријатељска ватра        | Keнет Џонсон        | Пол Левин                                                          | 11. фебруар 2003.    |
| Амерички пилот је случајно бомбардовао британске положаје у Авганистану, убивши тројицу и ранивши тројицу британских војника. Како публицитет и случај високог профила напредују, Мек и Бад су тужиоци, а Тарнер адвокат док Харм суди, што доводи до тензије између Харма и Мек како случај напредује. |              |                          |                     |                                                                    |                      |
| 174 | 16           | Срце и душа              | Бредфорд Меј        | Дејна Коен                                                         | 18. фебруар 2003.    |
| Када се адмирал Чегвиден случајно катапултирао из авиона Ф-14 којим је пилотирао Харм изнад народне шуме "Џорџ Вашингтон", он мора да се ослони на своју обуку из МВК да би преживео док помоћ не стигне. Док га Раб тражи, Мек мора дс суди наслучају на ком су Бад и Старџис адвокати. |              |                          |                     |                                                                    |                      |
| 175 | 17           | Празан тоболац           | Keнет Џонсон        | Филип Дегир мл.                                                    | 25. фебруар 2003.    |
| Када је нуклеарна бојева глава нестала из подморнице у војној бази "Нотфолк", цела база је затворена док Старџис сам креће у подморницу да истражи да ли је нестанак бојеве главе несрећа или нешто много злокобније. У међувремену, Харм, који је заробљен у бази када је стигао тамо да пронађе доказе због поручника који је оптужен за крађу и коме ће се судити ускоро, открива доказе да ће један подофицир да украде 10 милиона долара из базе. |              |                          |                     |                                                                    |                      |
| 176 | 18           | Срећни син               | Teренс О’Хара       | Дарси Мајерс                                                       | 18. март 2003.       |
| Када војни пилот који је рођен у Вијетнаму призна да је трговао људима, Харм и Мек морају да копају дубље да пронађу истину пре него што га ИВС ухапси. Након Чегвиденовог катапултирања из Ф-14, командир Теодор Линдзи долази у САГ у извиђање на захтев СЕКМОР-а где се непријатни члан САГ-а сукобљава са свима које сретне и прети да демолира место на којем је некад радио. |              |                          |                     |                                                                    |                      |
| 177 | 19           | Други чинови             | Keнет Џонсон        | Синопис: Филип Дегир мл. Сценарио: Дон Макгил                      | 1. април 2003.       |
| Особња САГ-а мора да се удружи да спречи препоруке командира Линдзија да постане нови шеф. Војни регрут који је спречио терористичку катастрофу у Узбекистану испада да је иста особа која је погинула у нападима 11.9. |              |                          |                     |                                                                    |                      |
| 178 | 20           | Ледена краљица (1. део)  | Доналд П. Белисарио | Доналд П. Белисарио и Дон Макгил                                   | 22. април 2003.      |
| Тим из МЗИС-а је позван да истражи мистериозну смрт официра САГ-а, поручнице Лорен Сингер, када је младић тражећи своју стрелу открио њено тело. Као резултата тога, пуна истрага је отворена и тим МЗИС-а је добио задатак да нађе убицу поручнице Сингер међу њеним бившим колегама из САГ-а. Хармону Рабу су очитана права пре него што га је специјални агент Лерој Џетро Гибс званично прогласио главним осумњиченим и због тога је Раба ухапсио МЗИС због убиства поручнице Сингер. |              |                          |                     |                                                                    |                      |
| 179 | 21           | Отапање (2. део)         | Скот Бразил         | Доналд П. Белисарио и Дон Макгил                                   | 29. април 2003.      |
| Хармон Раб је изведен на суд због убиства поручнице Сингер, али не може да изнесе алиби што значи, ако се не докаже да је невин, могао би да заврши на доживотној. Ускоро специјални агент Динозо схвата да је случај против Раба превише савршен и почиње да тражи другог могућег осумњиченог, оног који већ дуго кује освету против Раба. У међувремену, Гибс покушава да добије податке од терористе Амада Бина Атве пре него што се деси напад на још један Амерички брод. |              |                          |                     |                                                                    |                      |
| 180 | 22           | Адвокати, оружје и новац | Бредфорд Меј        | Дејна Коен и Стивен Зито                                           | 6. мај 2003.         |
| Агент ЦИА-е Клејтон Веб се враћа и мобилише Мек за високо-ризични тајни задатак ЦИА-е у јужноамеричкој држави Парагвају док Бад мора да брани Старџиса који је оптужен за неспособност на случају, а Харм се враћа на посао након што је ослобођен у убиству Лорен Сингер. |              |                          |                     |                                                                    |                      |
| 181 | 23           | Плес за двоје            | Бредфорд Меј        | Дејна Коен и Стивен Зито                                           | 13. мај 2003.        |
| Док је Мек на тајном задатку и не може да се добије, Харм се обраћа адвокату ЦИА-е Кетрин Гејл за помоћ. Харм такође узвраћа услугу када га она замоли да јој изиграва дечка пред мајком на самрти. |              |                          |                     |                                                                    |                      |
| 182 | 24           | Запетљани Веб (1. део)   | Бредфорд Меј        | Стивен Зито                                                        | 20. мај 2003.        |
| Када Веб и Мек нестану у Парагвају, Харм напушта службу и креће да их спаси. Епизода се завршава када се авион у коме су Мек и Харм срушио у шуму када их је погодио скуп терориста који је прогонио. |              |                          |                     |                                                                    |                      |